# Contorno (revista)
Contorno fue una revista literaria argentina fundada en 1953 por Ismael Viñas, a quien se agregaría luego David Viñas. Fue la revista emblemática de la intelectualidad argentina de izquierda a fines de la década de 1950, que aglutinaría un grupo de jóvenes a su alrededor que volverían a poner en tensión la problemática de la relación entre literatura y sociedad. La revista tuvo diez números y dos cuadernos, y cerró en 1959.

## Historia
En 1953, Ismael Viñas junto con su pareja de ese momento, Susana Fiorito, su hermano menor David y la pareja de este, Adelaida Gigli, fundaron la revista Contorno. Surgida como una escisión de Las ciento y una, un proyecto de Héctor A. Murena que no pasó del primer número. 
El primer número de la revista salió con Ismael Viñas como director, mientras que a partir del segundo número, del año 1954, participó también como director David Viñas. Luego, desde el número 5 la revista cuenta con un Comité de Dirección formado por: Ismael Viñas, David Viñas, Noé Jitrik, Adelaida Gigli, Ramón Alcalde y León Rozitchner.
El primer número salió en noviembre de 1953. Rápidamente Contorno se convirtió en una publicación emblemática de la época y pionera en la crítica política y cultural argentina, logrando un discurso rupturista, con filiaciones con el existencialismo y el marxismo. Desde esa revista se realizó también una relectura de la literatura argentina en clave política, criticando por igual la tradición liberal y la cultura populista, tomando como precursores a Ezequiel Martínez Estrada como ensayista y a Roberto Arlt (por entonces un autor todavía menospreciado por la crítica académica) como novelista. Esta actitud polémica y el cuestionamiento a los autores de la época provocó que fueran acusados de querer demoler la literatura argentina y que se los denominara como «parricidas», según la denominación que les dio el crítico uruguayo Emir Rodríguez Monegal. Se publicaron diez números y dos cuadernos entre 1953 y 1959, y por sus páginas pasaron autores como Juan José Sebreli, León Rozitchner, Noé Jitrik, Adolfo Prieto Carlos Correas, Oscar Masotta, Ramón Alcalde y Rodolfo Kusch. En el año 2007 la Biblioteca Nacional Mariano Moreno de Buenos Aires realiza una edición facsimilar de todas las ediciones de Contorno.La revista sería clausurada en el marco del enrarecimiento del clima político y la campaña contra intelectuales del ministro filofacista Atilio dell Oro Maini.
En el año 2007 la Biblioteca Nacional Mariano Moreno de Buenos Aires realiza una edición facsimilar de todas las ediciones de Contorno. También la colección completa se encuentra disponible en línea en AmericaLee, el portal de las publicaciones latinoamericanas del siglo XX del Centro de Documentación e Investigación de la Cultura de Izquierda (CeDInCI).